# عیذاب
عیذاب (به عربی: عیذاب) یک منطقهٔ مسکونی و بندری در مصر  که در کناره ساحل دریای سرخ بنا شده‌است.